# جوزيف هوغن
جوزيف هوغن (بالإنجليزية: Joseph Hogan)‏ هو سياسي أمريكي، ولد في 10 أغسطس 1937 في فورت دودج في الولايات المتحدة، وتوفي في 17 أكتوبر 2014 في فرجينيا في الولايات المتحدة. حزبياً، نشط في الحزب الديمقراطي. وقد انتخب عضو المجلس النيابي لولاية نيفادا.